# Кузнецов, Николай Дмитриевич (1923)
Николай Дмитриевич Кузнецов (тат. Николай Дмитрий улы Кузнецов; 23 мая 1923, Васильево, Казанский район, Татарская АССР, РСФСР, СССР — 15 декабря 1974, Казань, Татарская АССР, РСФСР, СССР) — советский татарский живописец. Заслуженный деятель искусств Татарской АССР и РСФСР (1957). Лауреат Государственной премии Татарской АССР имени Габдуллы Тукая (1971).

## Биография
В годы Великой Отечественной войны работал на Казанском заводе. В 1945 году окончил Казанское художественное училище имени Н. И. Фешина. С 1946 года был участником художественного объединения «Татхудожник». С 1950 года был членом Союза художников Татарской АССР.
В 1951 году принимал участие в Республиканской выставке произведений художников РСФСР в Москве, где получил известность после демонстрации своих картин «Экипировка паровозов» и «Зелёная улица». Изображал в своих картинах виды Казани, Москвы и других городов.
Принимал участие в республиканских, всесоюзных и международных выставках художественного искусства. Организовывал также персональные выставки в Казани и Альметьевске.

## Произведения
- 1951 — Экипировка паровозов
- 1951 — Зелёная улица
- 1952 — Москва. Третий километр
- 1953 — Новая Москва. Комсомольская площадь
- 1955 — Казанский кремль
- 1957 — Весна на транспорте
- 1958 — Берёзы в воде
- 1958 — Мартовское солнце
- 1959 — Казань — порт пяти морей
- 1960 — Перед навигацией
- 1960 — Площадь св. Марка. Венеция
- 1964 — К весне. Казанский завод оргсинтеза
- 1964 — Казань. Парк
- 1964 — Силуэты будущего
- 1965 — Казань. Площадь Куйбышева
- 1965 — Ленинский район
- 1967 — Берега сегодняшней Волги
- 1968 — Река Мста
- 1971 — Золотистые деревья
- 1974 — Морозная зимка. Миннибаевский газоперерабатывающий завод

## Награды
- 1957 — Заслуженный деятель искусств Татарской АССР
- 1957 — Заслуженный деятель искусств РСФСР
- 1971 — Государственная премия Татарской АССР имени Габдуллы Тукая